# Тайбэйская соборная мечеть
Тайбэйская соборная мечеть (кит. упр. 臺北清真大寺, пиньинь Táiběi Qīngzhēn Dàsì, палл. Тайбэй цинчжэнь дасы, POJ: Tâi-pak Chheng-chin Tōa-sī) — самая большая и известная мечеть в Tайване. Общая площадь 2 747 м². Зарегистрирована как историческая достопримечательность 26 июня 1999 года администрацией Тайбэя.

## История
Во второй половине 1950-х гг. генеральный директор Китайской мусульманской ассоциации Бай Чунси и министр иностранных дел Джордж Е (葉公超) предложили строительство мечети, которая была разработана известным архитектором Ян Чжочэном (楊卓成), он также проектировал Национальный театр (國家戲劇院). Мечеть была построена Континентальной технической корпорацией (大陸工程公司) и закончена 13 апреля 1960 года. Стоимость строительства была покрыта за счёт Китайской мусульманской ассоциации с финансированием 150 тысяч долларов от шаха Ирана и короля Иордании и 100 тысяч долларов, данных взаймы правительством Тайваня.

## Архитектура
Главный молельный зал в византийском архитектурном стиле окружён колоннадой в римском стиле.
Это — самая большая мечеть в Tайване (2 747 м²), включает в себя приёмную, молитвенный зал, офисы, библиотеку, зал очищения.
У мечети есть прочные связи с Саудовской Аравией, которая продолжает оказывать финансовую поддержку мечети. В 1971 году мечеть посетил король Саудовской Аравии Фейсал Аль Сауд.

## Галерея

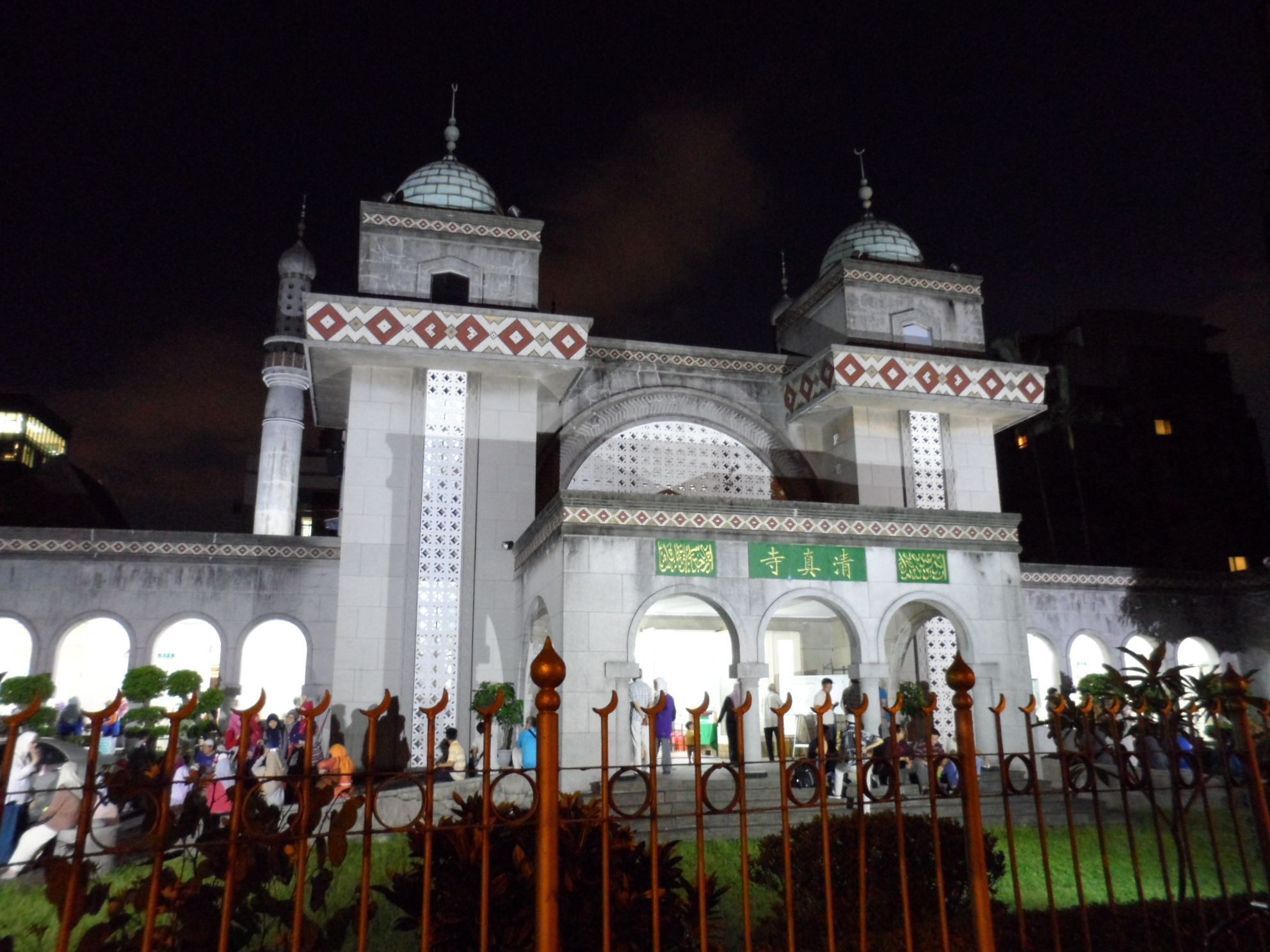
Тайбэйская соборная мечеть ночью
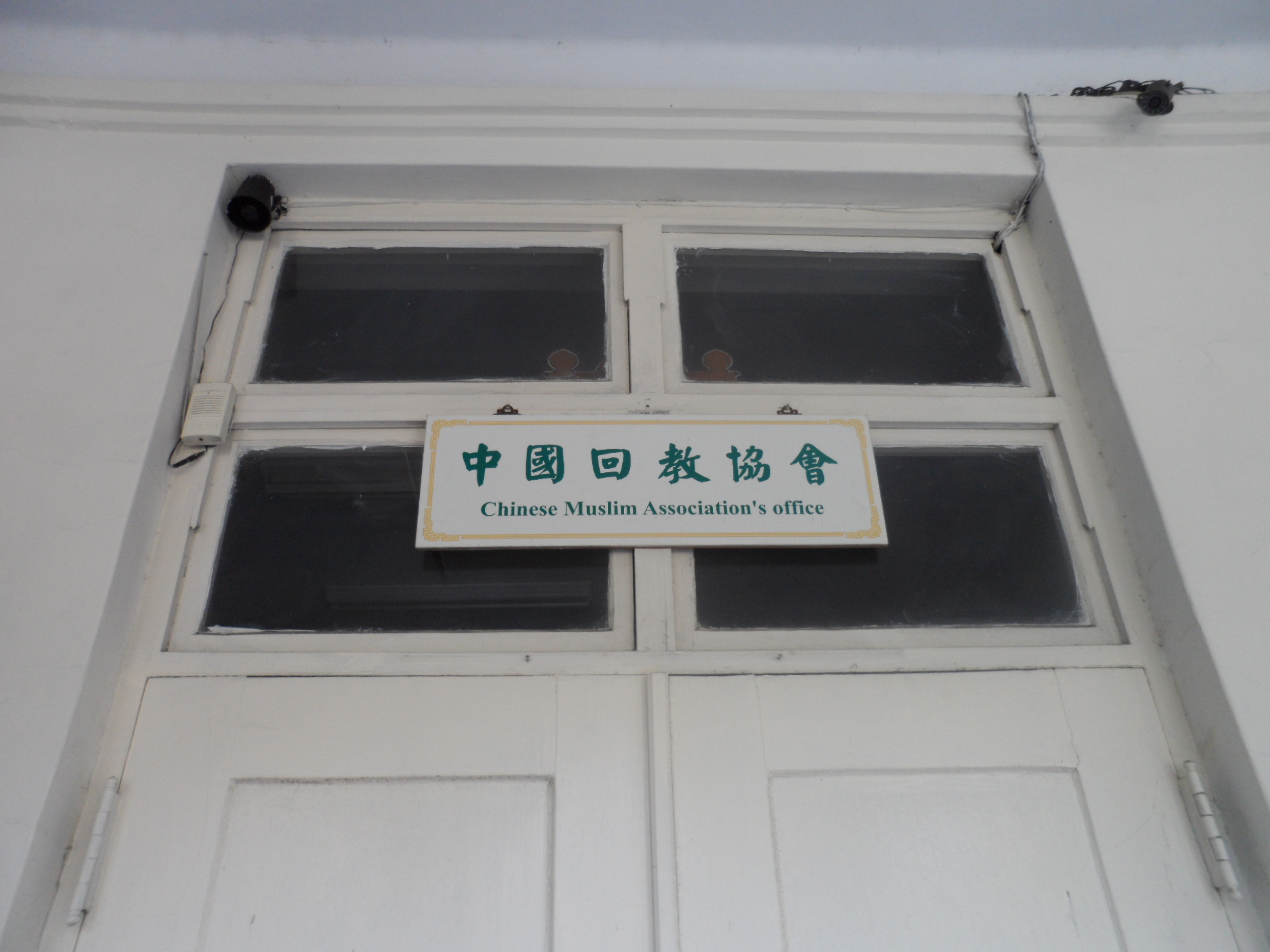
Офис Ассоциации мусульман Китая в Тайбэйской соборной мечети
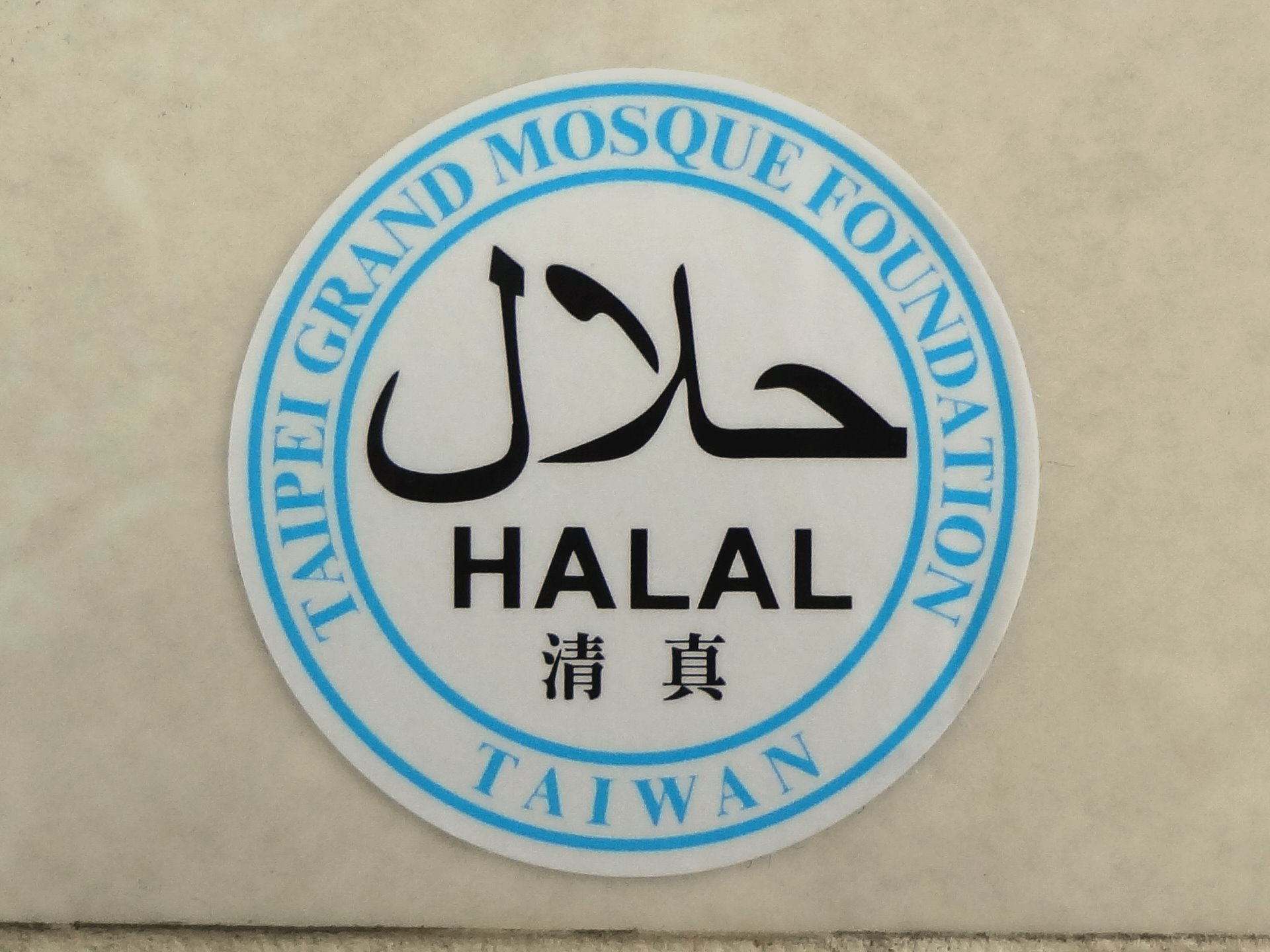
Наклейка «Халяль» от Фонда Тайбэйской соборной мечети
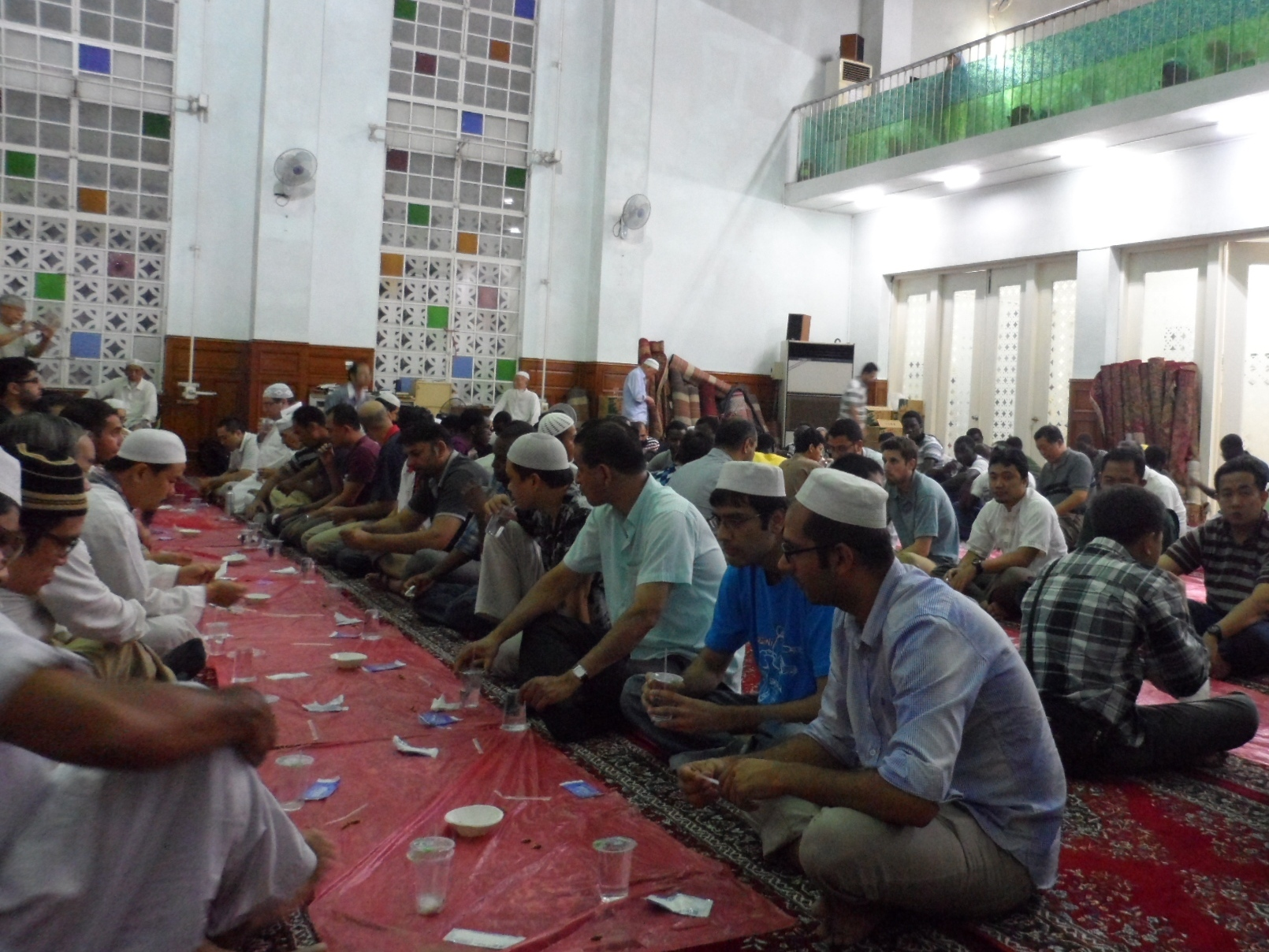
Ифтар в Тайбэйской соборной мечети во время месяца поста
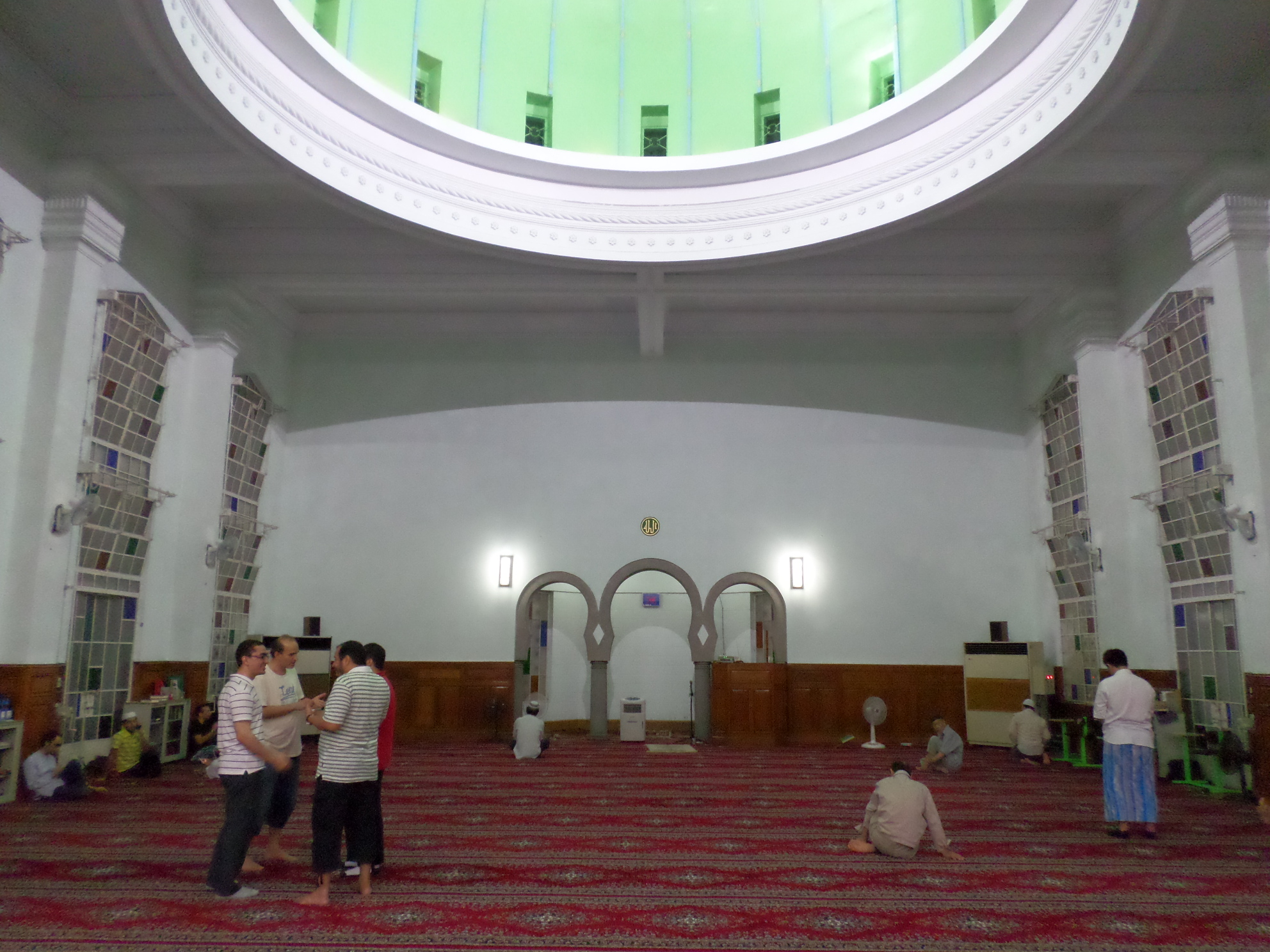
Молитвенный зал Тайбэйской соборной мечети